# Oberhof AG
| AG ist das Kürzel für den Kanton Aargau in der Schweiz. Es wird verwendet, um Verwechslungen mit anderen Einträgen des Namens Oberhof (Begriffsklärung) zu vermeiden. |

Oberhof (schweizerdeutsch: ˈɔbərˌhoːf) ist eine Einwohnergemeinde im Schweizer Kanton Aargau. Sie gehört zum Bezirk Laufenburg, liegt im Süden der Region Fricktal und grenzt an den Kanton Solothurn.

## Geographie
Das Dorf liegt im engen Tal nördlich des Benkerjochs und wird auf beiden Seiten von steil aufragenden Hügeln des Faltenjuras begrenzt. Diese steigen im unteren Bereich gleichmässig an und gehen dann in hoch aufragende, schmale Bergrücken über. Dabei handelt es sich um die Burg (790 m ü. M.) im Westen, die Wasserflue (866 m ü. M.) im Süden, den Asperstrihe (838 m ü. M.) im Südosten und den Strihe (866 m ü. M.) im Osten. Der Wasserflue vorgelagert ist die Sommerhalde (800 m ü. M.). Zwischen diesen beiden Hügeln befinden sich die Pilgerhöfe, eine Gruppe einzeln stehender Gehöfte auf einer Höhe von durchschnittlich 650 Metern. Den südöstlichsten Punkt des Gemeindegebiets bildet das 674 Meter hohe Benkerjoch, einer der Passübergänge zwischen dem Fricktal und dem weiter südlich gelegenen Aaretal. Unterhalb des Benkerjochs liegt der Weiler Benken (579 m ü. M.). Im Südwesten reicht das Gemeindegebiet bis zur Salhöhe (779 m ü. M.), zwischen dem Dorf und diesem Pass besteht allerdings keine direkte Strassenverbindung.
Die Fläche des Gemeindegebiets beträgt 820 Hektaren, davon sind 341 Hektaren bewaldet und 49 Hektaren überbaut. Der höchste Punkt liegt auf 865 m ü. M. auf dem Grat des Strihe, der tiefste auf 455 m ü. M. an der nördlichen Gemeindegrenze. Das Gemeindegebiet von Oberhof ist Teil des Juraparks Aargau, einem «Regionalen Naturpark von nationaler Bedeutung». Nachbargemeinden im Kanton Aargau sind Wölflinswil im Norden, Densbüren im Osten, Küttigen im Südosten, Erlinsbach im Süden und im Kanton Solothurn Kienberg im Nordwesten.

## Geschichte
Im Mittelalter lag Oberhof im Herrschaftsbereich der Grafen von Homberg-Tierstein. Zu Beginn des 13. Jahrhunderts ging das Dorf in den Besitz der Habsburger über. Diese verpfändeten nach dem Waldshuterkrieg von 1468 das gesamte Fricktal an Burgund. Als die Burgunder von den Eidgenossen während der Burgunderkriege vernichtend geschlagen worden waren, kam Oberhof 1477 wieder unter österreichische Herrschaft. Nach der Reichsreform des österreichischen Kaisers Maximilian I. im Jahr 1491 gehörte Oberhof zu Vorderösterreich und lag in der Landschaft Fricktal, einer untergeordneten Verwaltungseinheit der Kameralherrschaft Rheinfelden (ab 1752 im Oberamt Breisgau). Nachdem Bern die Gebiete südlich des Benkerjochs in Besitz genommen hatte, lag Oberhof ab 1499 an der Grenze zum Berner Aargau.
Die erste urkundliche Erwähnung von Oberhoff erfolgte relativ spät im Jahr 1630. Der Ortsname stammt vom mittelhochdeutschen (ze dem) oberen hofe und bedeutet «beim oberen Gehöft». Im 17. Jahrhundert gab es kaum längere Friedenszeiten. Der Rappenkrieg, ein Bauernaufstand, dauerte von 1612 bis 1614. Der Dreissigjährige Krieg, der zwischen 1633 und 1638 auch das Fricktal erfasste, traf Oberhof besonders hart. Das Dorf wurde von schwedischen Truppen verwüstet. Auch während des Pfälzischen Erbfolgekriegs (1688–1697) zogen fremde Truppen durch die Region.

Luftansicht (1953)

1797 wurde das Fricktal nach dem Frieden von Campo Formio ein französisches Protektorat. Während des Zweiten Koalitionskriegs verlief hier die Frontlinie zwischen den Armeen Frankreichs und Österreichs. Am 20. Februar 1802 erfolgte die Gründung des Kantons Fricktal, der sich im August der Helvetischen Republik anschloss. Das im Distrikt Frick gelegene Dorf war somit schweizerisch geworden. Seit dem 19. März 1803 gehört Oberhof zum Kanton Aargau. Im selben Jahr erfolgte die Trennung von Wölflinswil und die Bildung einer eigenständigen Gemeinde.
Die Posamenterei, das Weben von Seidenbändern in Heimarbeit, bot während des 19. und zu Beginn des 20. Jahrhunderts einen bescheidenen Nebenverdienst zur Landwirtschaft. Dennoch zwangen die fehlenden wirtschaftlichen Möglichkeiten zahlreiche Bewohner zur Auswanderung. Zwischen 1850 und 1960 ging die Bevölkerungszahl um mehr als einen Drittel zurück. Seit dem Ausbau der Benkerjoch-Passstrasse im Jahr 1977 steigt sie wieder leicht an.

## Wappen
Die Blasonierung des Gemeindewappens lautet: «In Blau auf fünf grünen Bergen weisses Haus mit schwarzem Dach in Traufstellung, beseitet von zwei grünen Tannen mit brauen Stämmen.» Auf dem ersten Wappen von 1939 war ein von zwei Tannen flankierter dreidimensionaler Hof abgebildet. Die heute verwendete Form wurde 1946 eingeführt. Den Vorschlag des Staatsarchivs, die braunen Stämme gemäss den Farbregeln der Heraldik rot oder grün zu färben, lehnte die Gemeindeversammlung 2002 ab.

## Bevölkerung
Die Einwohnerzahlen entwickelten sich wie folgt:
| Jahr      | 1768 | 1850 | 1900 | 1930 | 1950 | 1960 | 1970 | 1980 | 1990 | 2000 | 2010 | 2020 |
| Einwohner | 295  | 626  | 487  | 475  | 424  | 394  | 436  | 416  | 462  | 496  | 570  | 570  |

Am 31. Dezember 2023 lebten 580 Menschen in Oberhof, der Ausländeranteil betrug 9,5 %. Bei der Volkszählung 2015 bezeichneten sich 54,3 % als römisch-katholisch und 18,4 % als reformiert; 27,3 % waren konfessionslos oder gehörten anderen Glaubensrichtungen an. 98,2 % gaben bei der Volkszählung 2000 Deutsch als ihre Hauptsprache an.

## Politik und Recht
Die Versammlung der Stimmberechtigten, die Gemeindeversammlung, übt die Legislativgewalt aus. Ausführende Behörde ist der fünfköpfige Gemeinderat. Er wird im Majorzverfahren vom Volk gewählt, seine Amtsdauer beträgt vier Jahre. Der Gemeinderat führt und repräsentiert die Gemeinde. Dazu vollzieht er die Beschlüsse der Gemeindeversammlung und die Aufgaben, die ihm vom Kanton zugeteilt wurden. Für Rechtsstreitigkeiten ist in erster Instanz das Bezirksgericht Laufenburg zuständig. Oberhof gehört zum Friedensrichterkreis X (Mettau).

## Wirtschaft
In Oberhof gibt es gemäss der im Jahr 2017 erhobenen Statistik der Unternehmensstruktur (STATENT) rund 140 Beschäftigte (87 Vollzeitäquivalente), davon 47 % in der Landwirtschaft, 27 % in der Industrie und 26 % im Dienstleistungssektor. Viele Erwerbstätige sind Wegpendler und arbeiten in den grösseren Gemeinden des Fricktals sowie in der Region Aarau.

## Verkehr
Oberhof liegt an der nördlichen Zufahrt der Kantonsstrasse 487 über das Benkerjoch, der mittleren der drei Verbindungen zwischen Aarau und dem Fricktal. Neun Kilometer von Oberhof entfernt befindet sich bei Frick ein Autobahnanschluss der A3.

### Öffentlicher Verkehr
Die Anbindung an das Netz des öffentlichen Verkehrs erfolgt durch eine Postautolinie, die vom Bahnhof Aarau über das Benkerjoch nach Frick führt. An Wochenenden fährt ein Nachtbus von Frick nach Oberhof.
- 136 Bahnhof Aarau – Benkerjoch – Oberhof – Wittnau – Gipf-Oberfrick – Frick, Bahnhof
- N96 Oberhof, Adlerplatz – Wölflinswil – Wittnau – Frick Bahnhof

## Bildung
Die Gemeinde verfügt über einen Kindergarten und ein Schulhaus, in dem die Primarschule unterrichtet wird. Die Realschule und die Sekundarschule können in Gipf-Oberfrick besucht werden, die Bezirksschule in Frick. Die nächstgelegenen Gymnasien sind die Alte Kantonsschule und die Neue Kantonsschule, beide in Aarau.

## Bilder

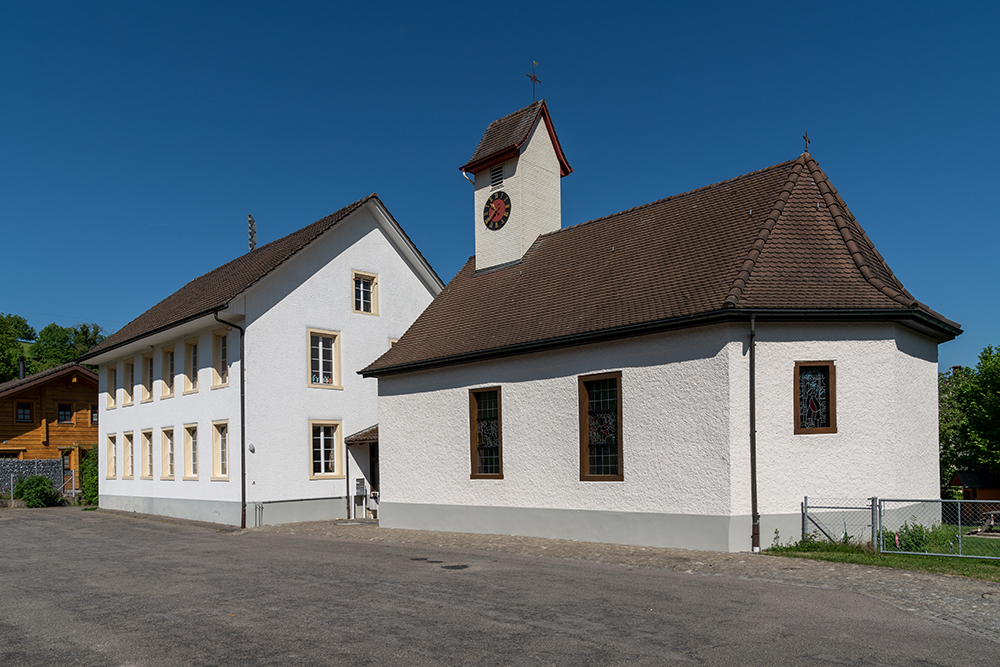
Altes Schulhaus und Josefskapelle
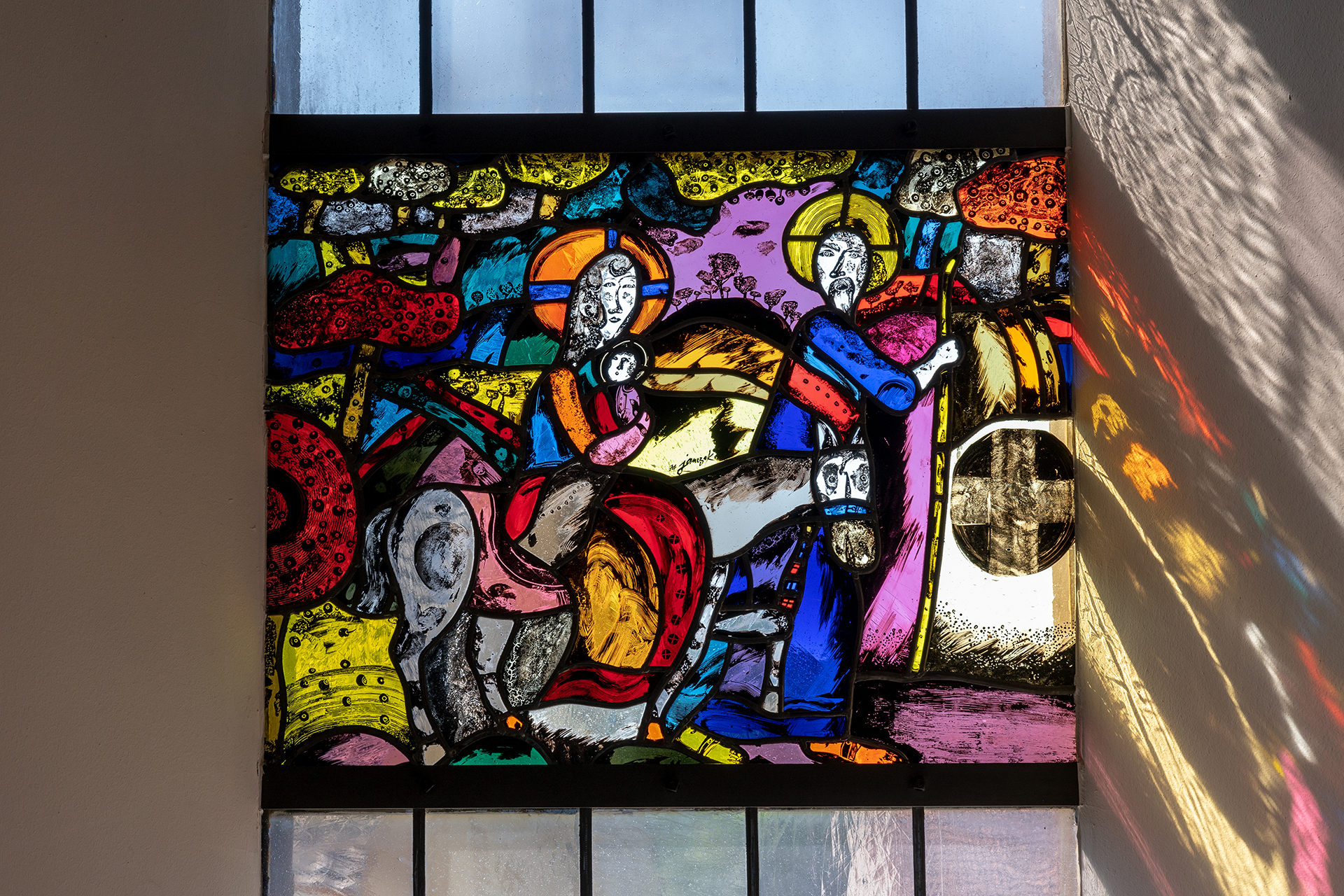
Glasgemälde von Jan Janczak (1975)
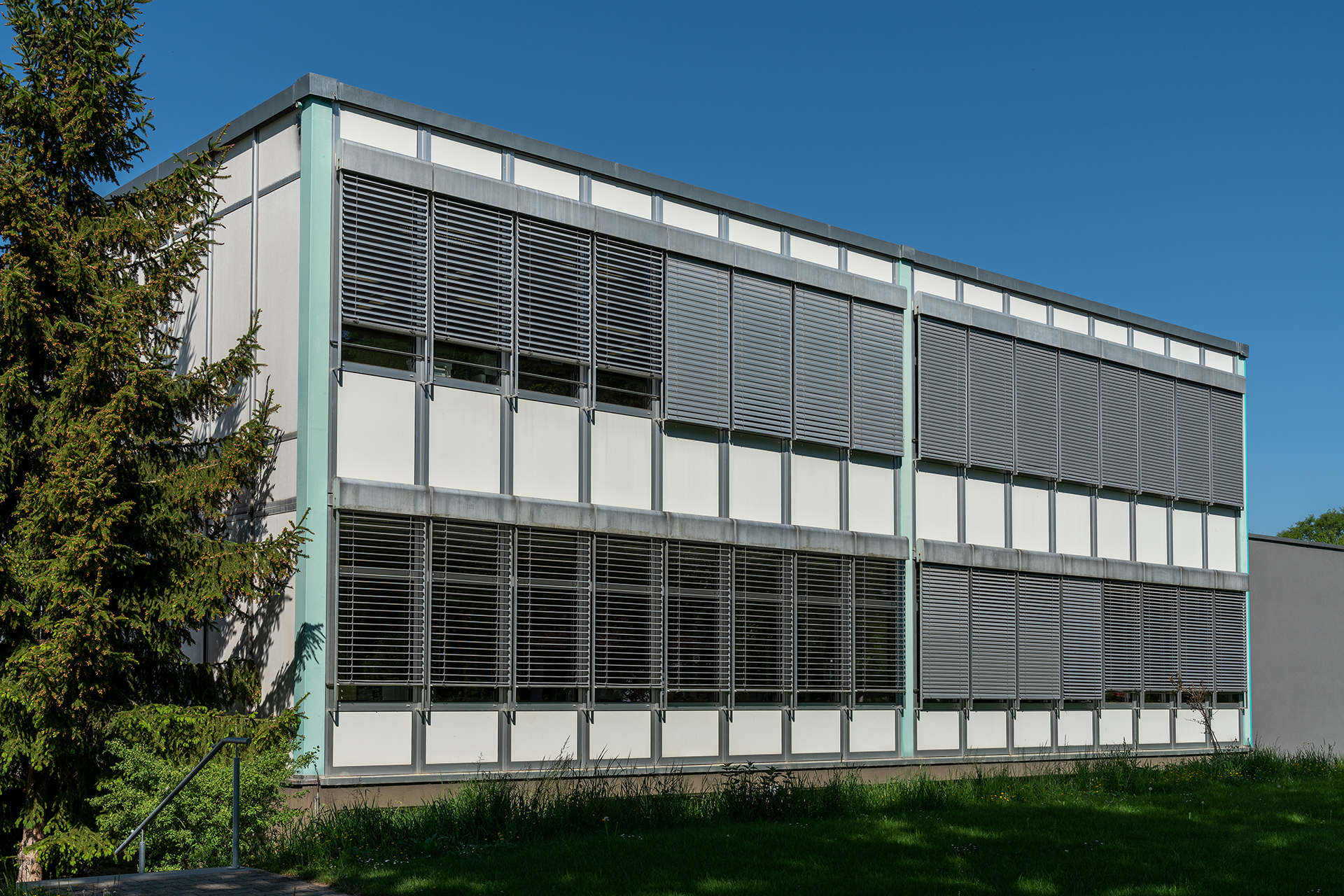
Schulhaus Moos
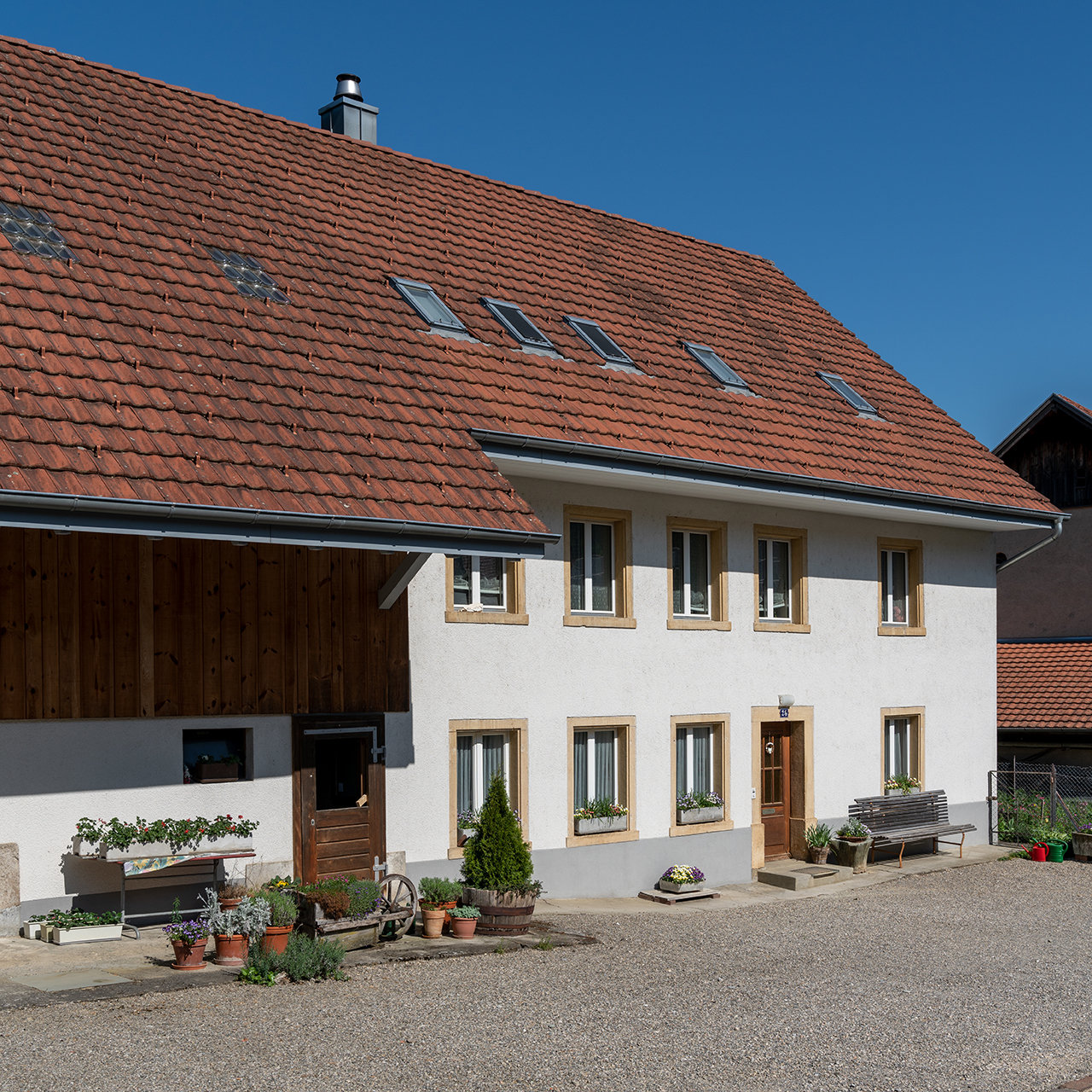
Ortstypisches ehem. Bauernhaus
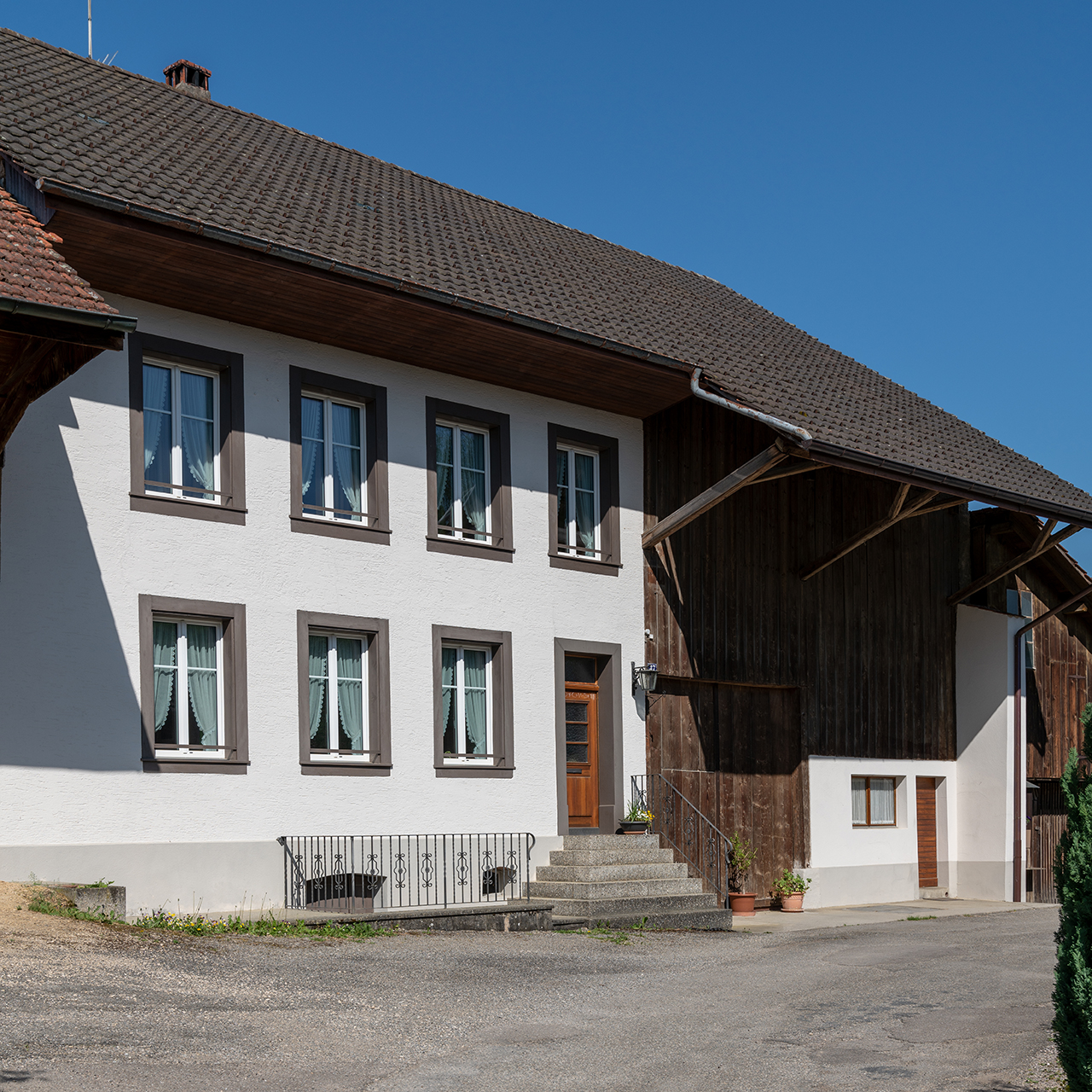
Ortstypisches ehem. Bauernhaus

## Persönlichkeiten
- Traugott Fricker (1902–1981), Lehrer, Heimatforscher und Bühnenautor
- Fritz Reimann (1924–2018), Politiker